# Kukorai (przystanek kolejowy)
Kukorai – przystanek kolejowy w miejscowości Kukorai, w rejonie szyłokarczemskim, w okręgu kłajpedzkim, na Litwie. Położony jest na linii Kretynga – Kłajpeda – Pojegi.
Przystanek powstał w XIX w. na kolei tylżycko-kłajpedzkiej. Później była to stacja kolejowa. Przebudowana do przystanku w XXI w.